# Egon Riedel
Egon Riedel (* 1966 in Ellwangen, Deutschland) ist ein deutscher Komponist und Musikproduzent, der vor allem durch seine Filmmusiken bekannt ist.

## Leben
Im Jahr 1980 nahm er erstmals privaten Klavierunterricht, ab 1983 für das Schlagzeug. Er schloss 1985 die Berufsfachschule für Musik in Dinkelsbühl ab. Er begann danach Schlagzeug und Komposition an der Musikhochschule München sowie dem Berklee College of Music in Boston zu studieren und komponierte ab 1994 Musik für Werbung, Kino und TV. Im Jahr 1991 war er als Perkussionist und Paukist für das Bayerische Staatsorchester an der Bayerischen Staatsoper, sowie als Perkussionist am Schleswig-Holstein Musik Festival tätig. 1997 gründete er EGO-N, eine nach ihm benannte Musikproduktionsfirma in München.

## Filmografie (Auswahl)
- 1997: Mond im Scorpion
- 1998: Marienhof
- 1999: Biikenbrennen
- 2000: Du lebst noch 7 Tage (Seven Days to Live)
- 2001: Ratten – Sie werden dich kriegen!
- 2002: Das Jesus Video
- 2003:  Fragile
- 2004: Terraluna
- 2004: Das Blut der Templer
- 2004: Ratten 2 – Sie kommen wieder!
- 2006: Hui Buh – Das Schlossgespenst
- 2008: Mord ist mein Geschäft, Liebling
- 2009: Hannes Jaennicke „Im Einsatz für...“
- 2010: Das zweite Wunder von Loch Ness
- 2011: Biss zur großen Pause – Das Highschool Vampir Grusical
- 2012: Die Aufnahmeprüfung
- 2012: Heiratsschwindler küsst man nicht
- 2012: Rat mal, wer zur Hochzeit kommt
- 2012: Agent Ranjid rettet die Welt
- 2013: Nach all den Jahren
- 2013: Nichts für Feiglinge
- 2014: Unter Gaunern (Fernsehserie)
- 2014: Mit Burnout durch den Wald
- 2014: Hin und weg
- 2015: Zähl bis 10
- 2016: Der geilste Tag
- 2016: Jack the Ripper – Eine Frau jagt einen Mörder
- 2019: Benjamin Blümchen
- 2019: Das perfekte Geheimnis
- 2022: Hui Buh und das Hexenschloss